# Kempen
Die Stadt Kempen liegt am Niederrhein im Westen Nordrhein-Westfalens. Sie ist eine Mittlere kreisangehörige Stadt des Kreises Viersen im Regierungsbezirk Düsseldorf und gehört zur Metropolregion Rhein-Ruhr. Kempen ist im Landesentwicklungsplan NRW als Mittelzentrum ausgewiesen.

## Geographie

### Naturraum
Kempen liegt auf einer flachen Mittelterrasse, der sogenannten Kempener Platte, mitten in der Niederrheinebene. Die Terrasse ist mit einer dicken Lössschicht bedeckt, die die landwirtschaftliche Nutzung des Bodens begünstigt. Die höchste Erhebung im Stadtgebiet ist mit 68 m ü. NHN der Wartsberg auf dem Niederrheinischen Höhenzug, eine eiszeitliche Moräne nahe dem hügeligen Stadtteil Tönisberg; tiefster Punkt im Stadtgebiet ist mit 30 m ü. NHN das Gebiet des Baches Schwarze Rahm in der Niederung der Niers.

### Stadtgliederung
Zu der Stadt Kempen gehören die Stadtteile (Einwohnerzahlen: Stand Oktober 2023):
- Kempen (22.002 Einwohner)
- Schmalbroich (1.850 Einwohner), bis 1969 selbständiger Stadtteil im Westen von Kempen mit den Siedlungsbereichen Wall, Klixdorf und Ziegelheide;
- St. Hubert (7.873 Einwohner), etwa 2 km nordöstlich von Kempen entfernt.
- Tönisberg (3.252 Einwohner), leicht erhöht im äußersten Nordosten des Stadtgebiets gelegen.

### Bevölkerungsstruktur
| Altersgruppe                                        | Stadt Kempen | Stadt Kempen | Alle Gemeinden des | Alle Gemeinden des | Alle Gemeinden des | Alle Gemeinden des |
| Altersgruppe                                        | Stadt Kempen | Stadt Kempen | Kreises            | Reg.-Bez.          | Landes             | gleichen Typs²     |
| Altersgruppe                                        | Anzahl       | Anteil in %  | Anteil in %        | Anteil in %        | Anteil in %        | Anteil in %        |
| --------------------------------------------------- | ------------ | ------------ | ------------------ | ------------------ | ------------------ | ------------------ |
| Bevölkerung insgesamt davon im Alter von ... Jahren | 35.694       | 100          | 100                | 100                | 100                | 100                |
| unter 6                                             | 1.645        | 4,6          | 4,7                | 4,9                | 5,0                | 4,9                |
| 6 bis unter 18                                      | 4.347        | 12,2         | 12,6               | 11,3               | 11,8               | 12,7               |
| 18 bis unter 25                                     | 2.880        | 8,1          | 8,0                | 8,0                | 8,4                | 8,2                |
| 25 bis unter 30                                     | 1.708        | 4,8          | 4,8                | 5,8                | 5,9                | 5,2                |
| 30 bis unter 40                                     | 3.384        | 9,5          | 10,3               | 11,6               | 11,6               | 10,9               |
| 40 bis unter 50                                     | 6.222        | 17,4         | 17,8               | 16,5               | 16,5               | 16,9               |
| 50 bis unter 60                                     | 5.736        | 16,1         | 15,4               | 14,6               | 14,5               | 14,9               |
| 60 bis unter 65                                     | 2.231        | 6,3          | 6,1                | 6,0                | 5,8                | 5,9                |
| 65 und mehr                                         | 7.541        | 21,1         | 20,5               | 21,2               | 20,3               | 20,4               |
| 18 bis unter 65                                     | 22.161       | 62,1         | 62,3               | 62,6               | 62,8               | 62,0               |
| Weiblich                                            | 18.360       | 51,4         | 51,3               | 51,5               | 51,1               | 51,0               |
| Nichtdeutsche¹                                      | 2.303        | 6,5          | 7,5                | 12,5               | 10,7               | 8,2                |

¹ Die Gliederung „deutsch/nichtdeutsch“ ist durch die Reform des Staatsangehörigkeitsrechts vom Juli 1999 ab dem Berichtsjahr 2000 beeinflusst.
² Kleine Mittelstadt: Ober- oder Mittelzentrum mit unter 50.000 Einwohnern.
In Kempen wurden 2023 insgesamt 13.696 katholische Kirchenmitglieder gezählt, im Vorjahr waren es noch 14.117.

### Nachbarstädte
Kempen grenzt im Norden an die Gemeinden Wachtendonk, Kerken und Rheurdt im Kreis Kleve sowie an die Stadt Neukirchen-Vluyn im Kreis Wesel. Im Osten liegt die kreisfreie Stadt Krefeld. Im Süden und Westen der Stadt liegen die ebenfalls zum Kreis Viersen gehörende Stadt Tönisvorst und die Gemeinde Grefrath.

## Geschichte

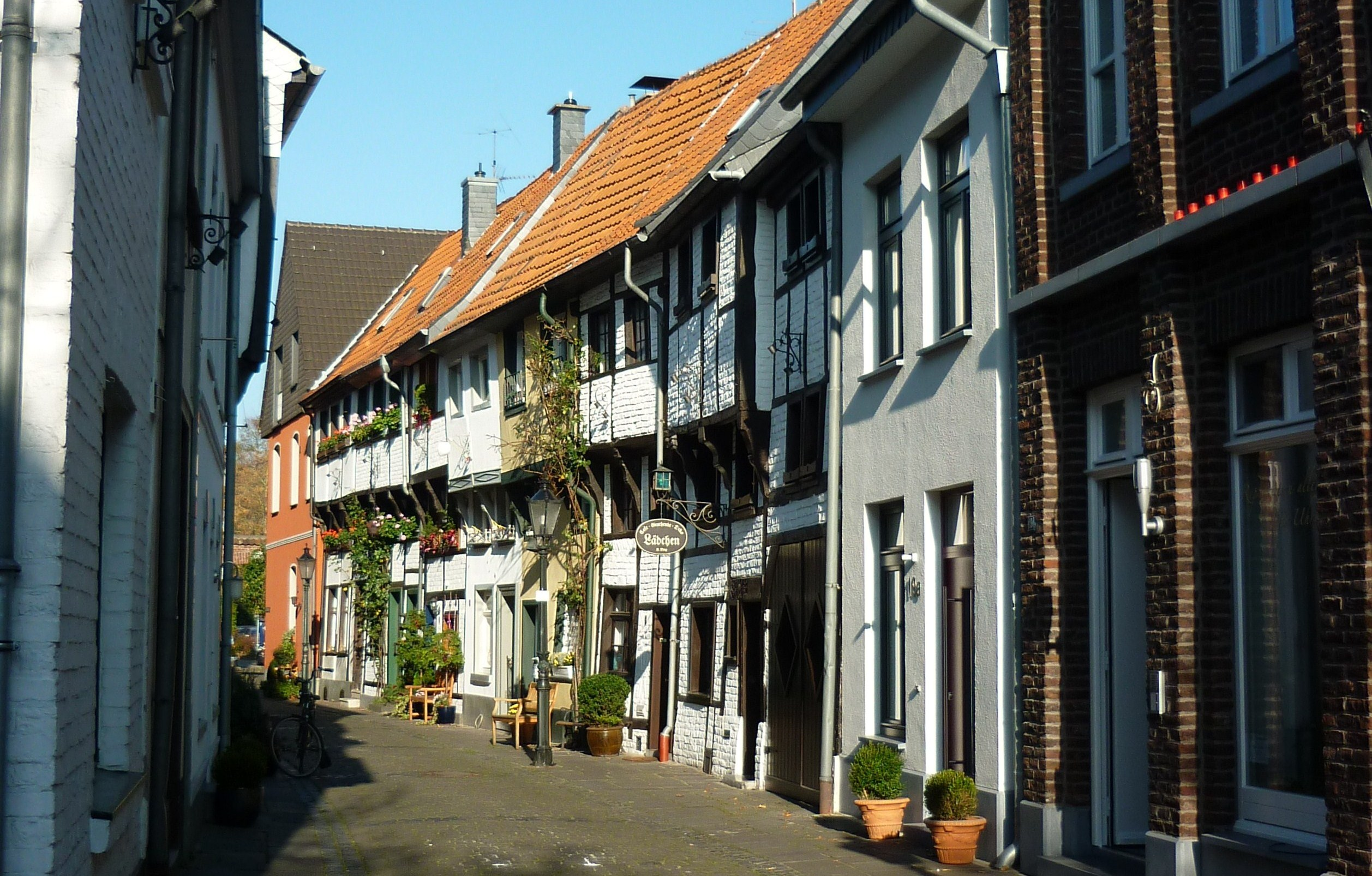
Kempen, Alte Schulstraße

Das Gebiet der Stadt Kempen wurde bereits um 890 in den Heberegistern der Benediktinerabtei Werden als „Campunni“ erwähnt. Ab der Jahrtausendwende entstand rund um einen Herrenhof des Kölner Erzbischofs eine bäuerliche Siedlung. Die älteste erhaltene Urkunde trägt die Jahreszahl 1186.
Im 13. Jahrhundert wurde Kempen zur Stadt.
Im Jahr 1372 wurde Kempen das wirtschaftlich bedeutende Marktrecht verliehen. Von 1396 bis 1400 wurde die kurkölnische Burg errichtet. Die Stadt erlebte im Spätmittelalter eine wirtschaftliche Blütezeit, etwa 2000 Einwohner lebten in der Stadt. In dieser Zeit lebte auch der berühmteste Sohn der Stadt, der Mystiker Thomas von Kempen (ca. 1380–1471). In der Reformationszeit gab es in Kempen auch eine Täufergemeinde.
Mit dem 16. Jahrhundert begann der allmähliche Niedergang Kempens. 1579 erreichte die Pest die Stadt; fast die Hälfte der Einwohner starb. Im Dreißigjährigen Krieg, nach der Schlacht auf der Kempener Heide, wurde Kempen 1642 durch hessische Truppen belagert, eingenommen und besetzt. 1794 wurde das Linke Rheinufer, damit auch Kempen, durch Französische Revolutionstruppen annektiert. Kempen wurde 1798 Hauptort (chef-lieu) des 'Canton Kempen' im Département de la Roer und bildete eine Mairie nach französischem Vorbild, zu der auch die westlich der Stadt gelegene alte Honnschaft Schmalbroich gehörte.
Auf dem Wiener Kongress wurden wesentliche Teile des Rheinlands dem Königreich Preußen zugesprochen. Aus der Mairie Kempen der Franzosenzeit wurde die preußische Bürgermeisterei Kempen. Kempen wurde 1816 Kreissitz des Kreises Kempen und gelangte wieder zu wirtschaftlicher Bedeutung, unter anderem durch die Anbindung an die Bahnlinie Krefeld–Kleve.
Am 7. Februar 1859 erhielt die Stadt Kempen die Rheinische Städteordnung. Die Bürgermeisterei wurde dadurch aufgespalten in eine Stadtbürgermeisterei für die Stadt Kempen und die Landbürgermeisterei Schmalbroich für die Gemeinde Schmalbroich.
Nach dem Ersten Weltkrieg wurde die Stadt von belgischen Truppen besetzt. 1929 wurde der Kreis Kempen in den Kreis Kempen-Krefeld umstrukturiert, Kempen blieb Kreissitz.
1933 begann auch in Kempen die NS-Zeit. In der Reichspogromnacht wurde die Synagoge in der Umstraße in Brand gesetzt. Am 10. Dezember 1941 wurden 124 Juden aus dem Kreisgebiet in Kempen in Güterwaggons verbracht und nach Lettland in das Ghetto Riga deportiert. In den Kriegsjahren 1943 bis 1945 erlitt Kempen mehrere Bombenangriffe, z. B. am 2./3. Oktober 1942, am 21./22. Juni 1943 und am 8. November 1944. Ziel war unter anderem der Bahnhof bzw. die Bahngleise des Eisenbahnknotenpunktes. Am 10. Februar 1945 starben bei einem Luftangriff von A-26-Bombern 90 Menschen. Am 2. März 1945 warfen Flugzeuge einige Bomben ins Zentrum. Am Morgen des 3. März rückten US-Truppen in Kempen ein.
Von 1966 an wurde die historische Altstadt umfassend saniert. Durch die Gebietsreform in Nordrhein-Westfalen kamen am 1. Januar 1970 die bis dahin selbständigen Gemeinden Schmalbroich, St. Hubert und Tönisberg zu Kempen. Von 1970 bis 1974 gehörte auch der heutige Krefelder Stadtteil Hüls zu Kempen. Dessen Umgliederung nach Krefeld wurde vom Bundesverfassungsgericht bestätigt.
Mit der Kreisreform verlor Kempen am 1. Januar 1975 nach mehr als 150 Jahren den Kreissitz an Viersen. Im Jahr 1994 feierte Kempen sein 700-jähriges Stadtjubiläum.
Im Stadtteil Tönisberg steht der 1959 abgeteufte Schacht 4 der ehemaligen Zeche Niederberg. Er diente zuletzt als Bewetterungs- und Materialschacht. Der Zechenturm sollte zunächst abgerissen werden. Seit 2015 steht er unter Denkmalschutz; das Fördergerüst ist das letzte in Kastenbauweise ausgeführte Gerüst, das in Nordrhein-Westfalen noch besteht. Das 2002 eröffnete Antragsverfahren hierzu war umstritten, da die Stadt selbst sich nicht als Bergbaustadt sieht, weil in Tönisberg nie Kohle gefördert worden war, .

## Kultur und Sehenswürdigkeiten

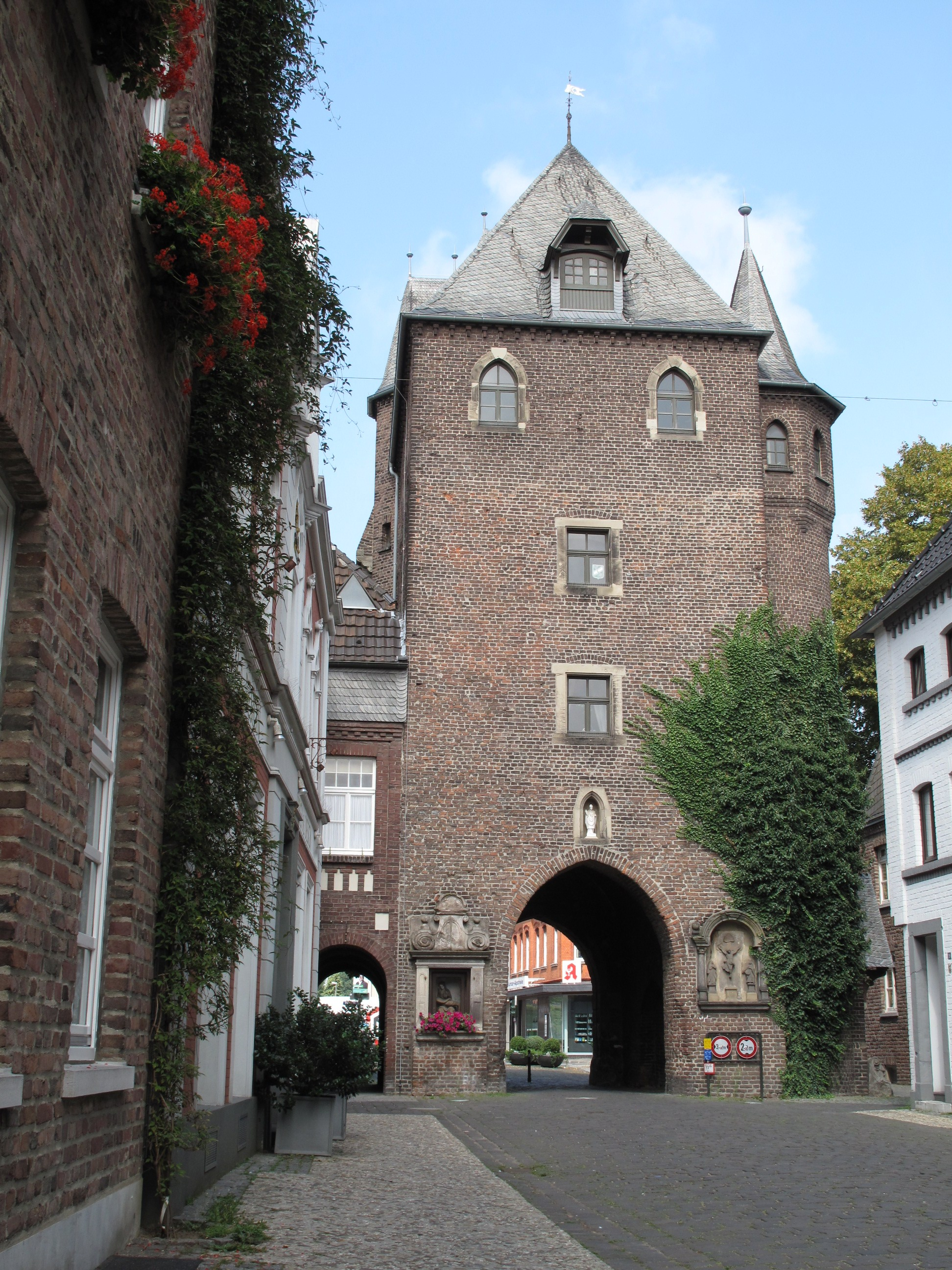
Das Kuhtor, einziges noch erhaltenes Stadttor

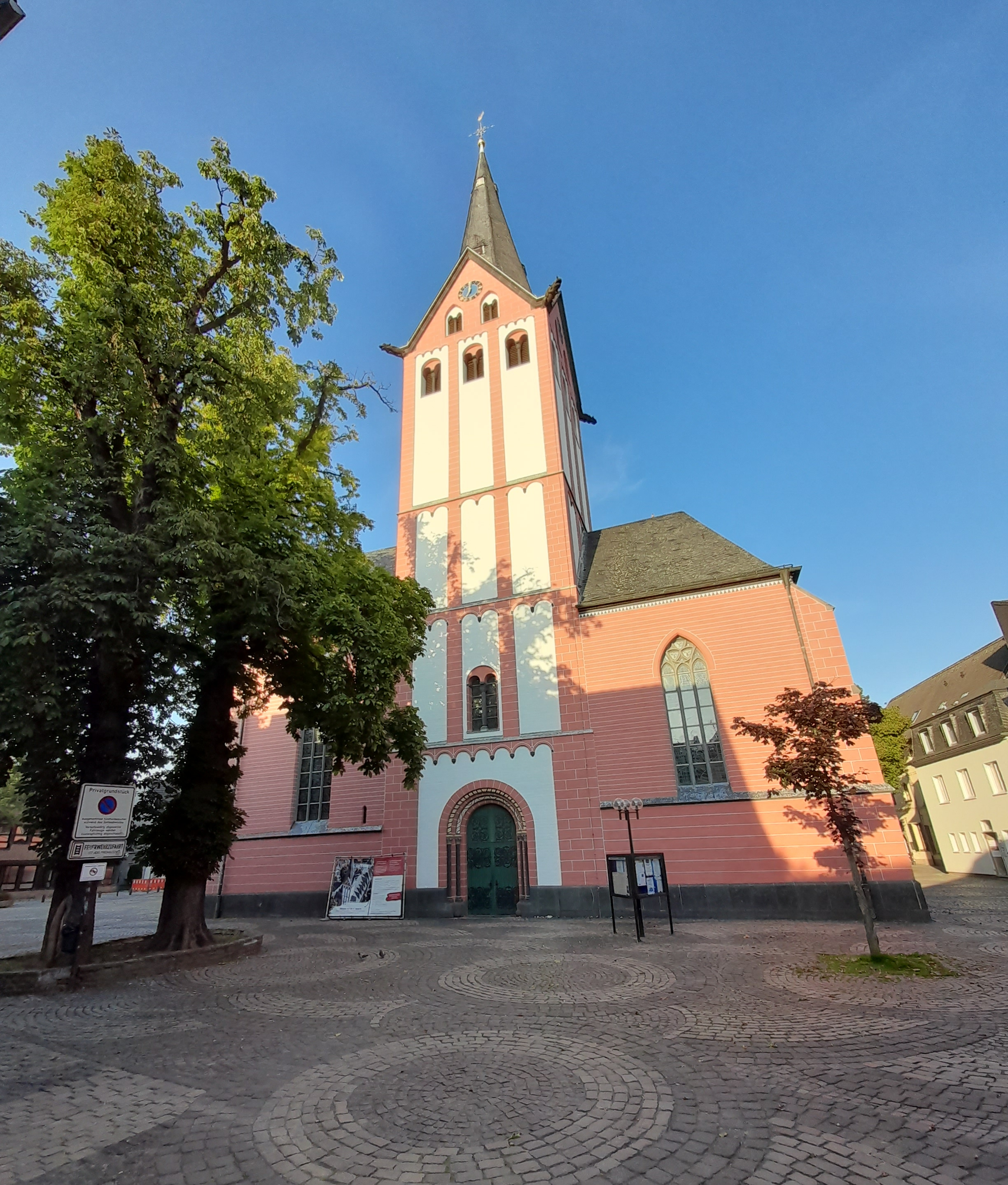
Kempen, Propsteikirche

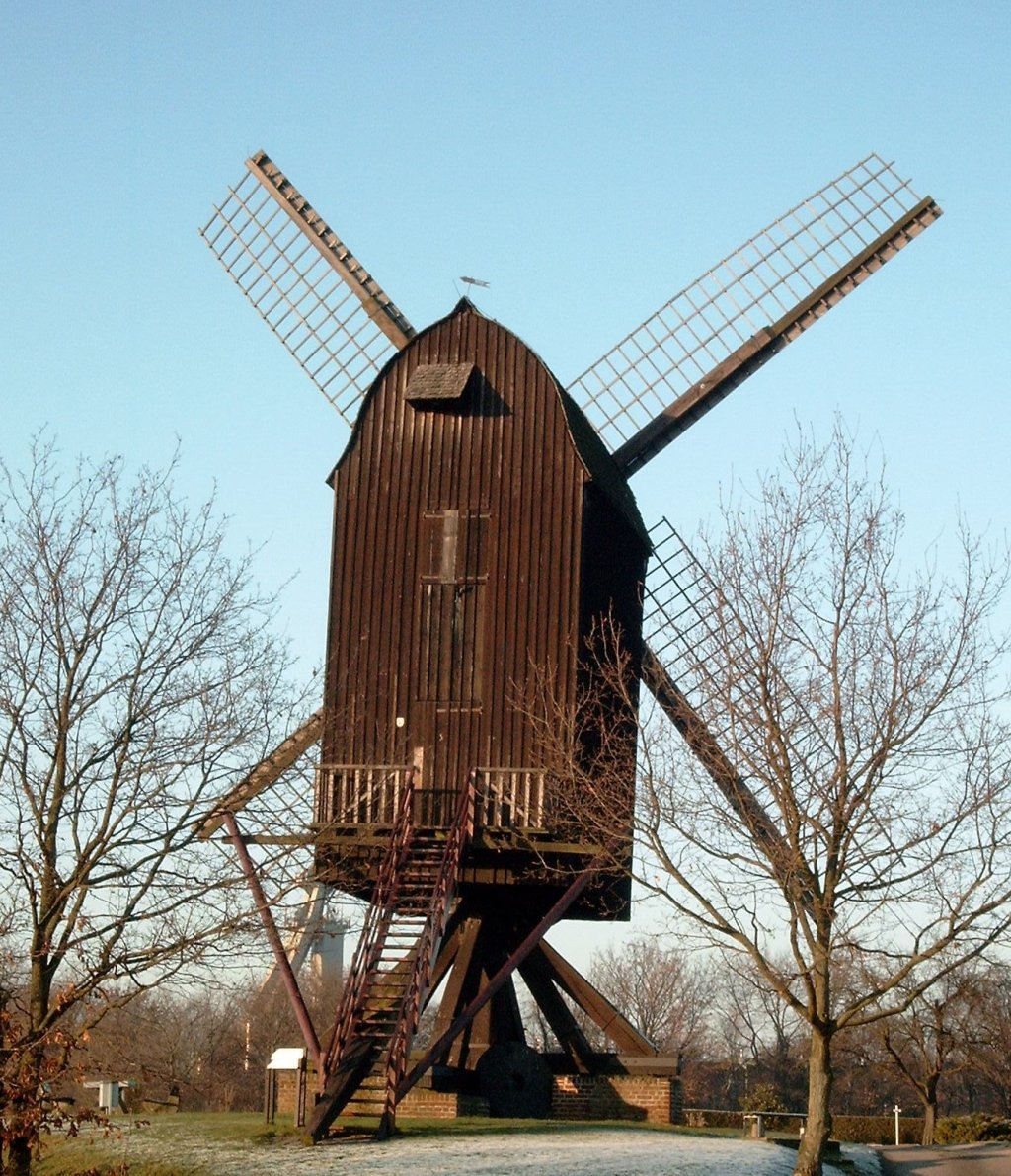
Bockwindmühle in Tönisberg

Die von 1396 bis 1400 auf Betreiben des Kölner Erzbischofs Friedrich III. von Saarwerden errichtete kurkölnische Landesburg (Umwandlung zum Schloss durch Einbau großer Fenster 1634) ist mit ihren drei Türmen in einem Park mit hohen, alten Edelkastanienbäumen eines der Wahrzeichen der Stadt. Die Burg beherbergte unter anderem 38 Jahre lang (1984–2022)  das Kreis- und Stadtarchiv und ist innen nicht touristisch begehbar.
Den Kern der erst in den letzten Jahrzehnten erheblich erweiterten Stadt bildet die konzentrische historische Altstadt, die früher von einem noch größtenteils erhaltenen Wall und Graben umschlossen wurde. Heutige Straßenbezeichnungen mit den Endungen „-wall“ bzw. „-graben“ deuten auf diese Vergangenheit hin. Nach einer grundlegenden Neuorientierung in den 1970er Jahren gilt Kempen als gelungenes Beispiel einer Altstadtsanierung. Seitdem sind die Gassen mit ihren zum Teil sehr schönen alten Bürger- und Fachwerkhäusern weitgehend als Fußgängerzone ausgewiesen und laden zum stimmungsvollen Bummeln ein. Insbesondere der Buttermarkt, der alte Marktplatz der Stadt, reizt zum Verweilen in den Straßencafés. Die Skulptur „Kappesbauern“ gilt als Meisterwerk.

### Kirchen
Den weithin sichtbaren Mittelpunkt der Stadt bildet die Propsteikirche St. Marien. Sie bewahrt bedeutende historische Schnitzarbeiten, drei Antwerpener Retabel und Gemälde.
Das ehemalige Franziskanerkloster Kempen, ursprünglich 1627 bis 1630 errichtet, in seiner heutigen äußeren Form 1746 bis 1748, diente nach der Vertreibung der Minderbrüder 1802 als Lazarett, Lehrerseminar, Gymnasium, Finanzamt und Kreisverwaltung. Heute sind darin das städtische Kramer-Museum, die Stadtbibliothek und das Thomas-Archiv untergebracht. Es ist mit der angrenzenden Paterskirche (fertiggestellt 1640), der größten Saalkirche am Niederrhein, verbunden. Seit 1979 – obwohl als Kirche nicht grundsätzlich aufgegeben – wird sie als Museum für niederrheinische Sakralkunst und vor allem als Konzertstätte genutzt.
Die an den Buttermarkt angrenzende Heilig-Geist-Kapelle, erbaut 1421 als Kapelle des Hospitals, erlebte in ihren Nutzungen ein wechselvolles Schicksal und wurde 2005 zu einer religiösen Buchhandlung umgewidmet.
Siehe auch: Liste von Sakralbauten in Kempen

### Weiteres
Die Turmmühle (erbaut 1481) ist Teil der Stadtmauer und wurde bei ihrer Restaurierung wieder mit Windmühlenflügeln versehen. Das Kuhtor, erbaut um 1350, bildet den Zugang zur Altstadt von Norden her. Von der südlichen Stadtbefestigung ist der Peterturm (errichtet Ende des 15. Jahrh.), ein Teil des früheren stark gesicherten Petertores, erhalten.
Sehenswert in den anderen Stadtteilen sind vor allem der Berfes, ein bäuerlicher Fachwerk-Wehrturm in St. Hubert, die Bockwindmühle in Tönisberg und die Rittersitze Haus Velde und Haus Steinfunder in Schmalbroich. Unmittelbar südlich der Stadt befindet sich die romanische Kapelle St. Peter.

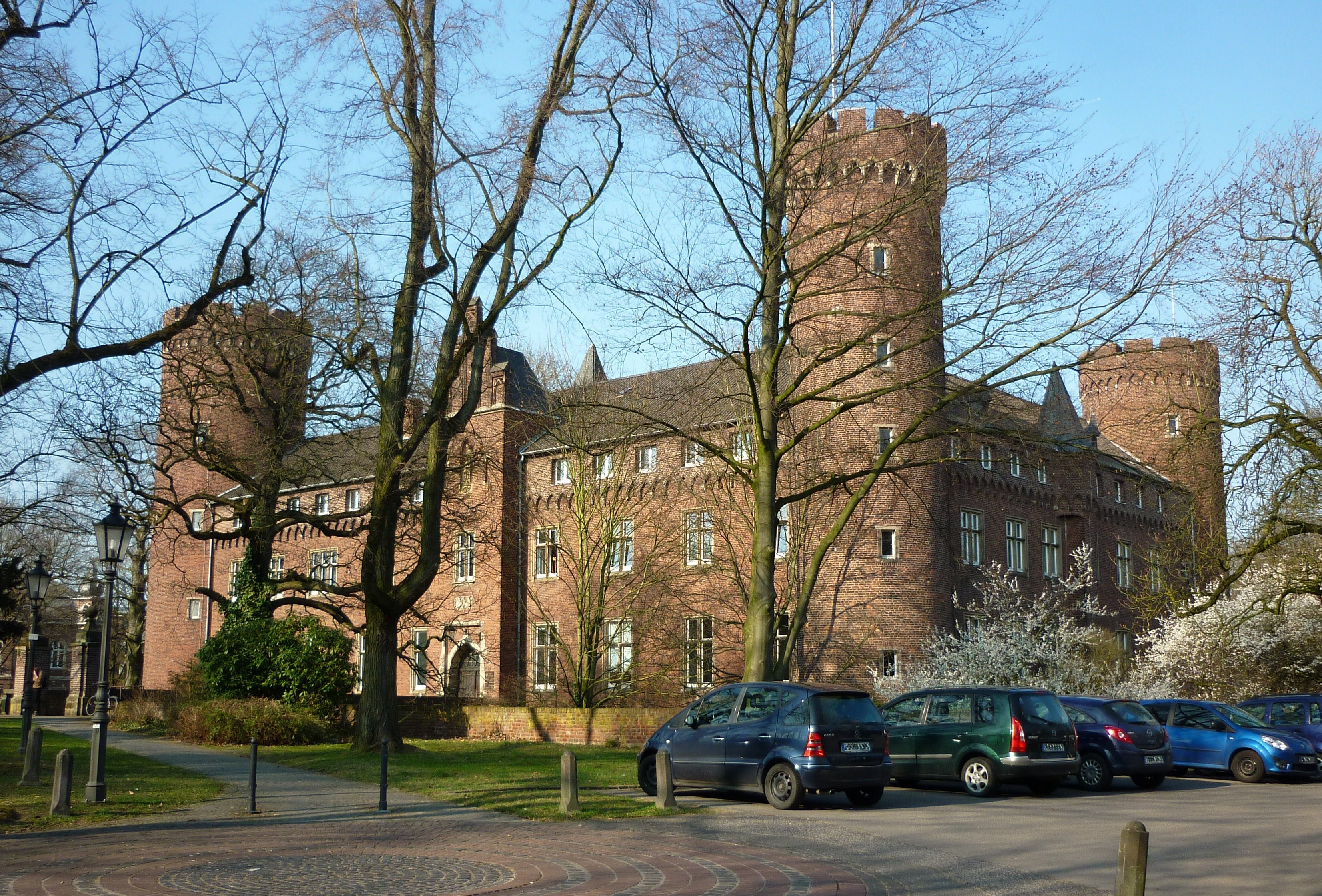
Kempen, Kurkölnische Landesburg
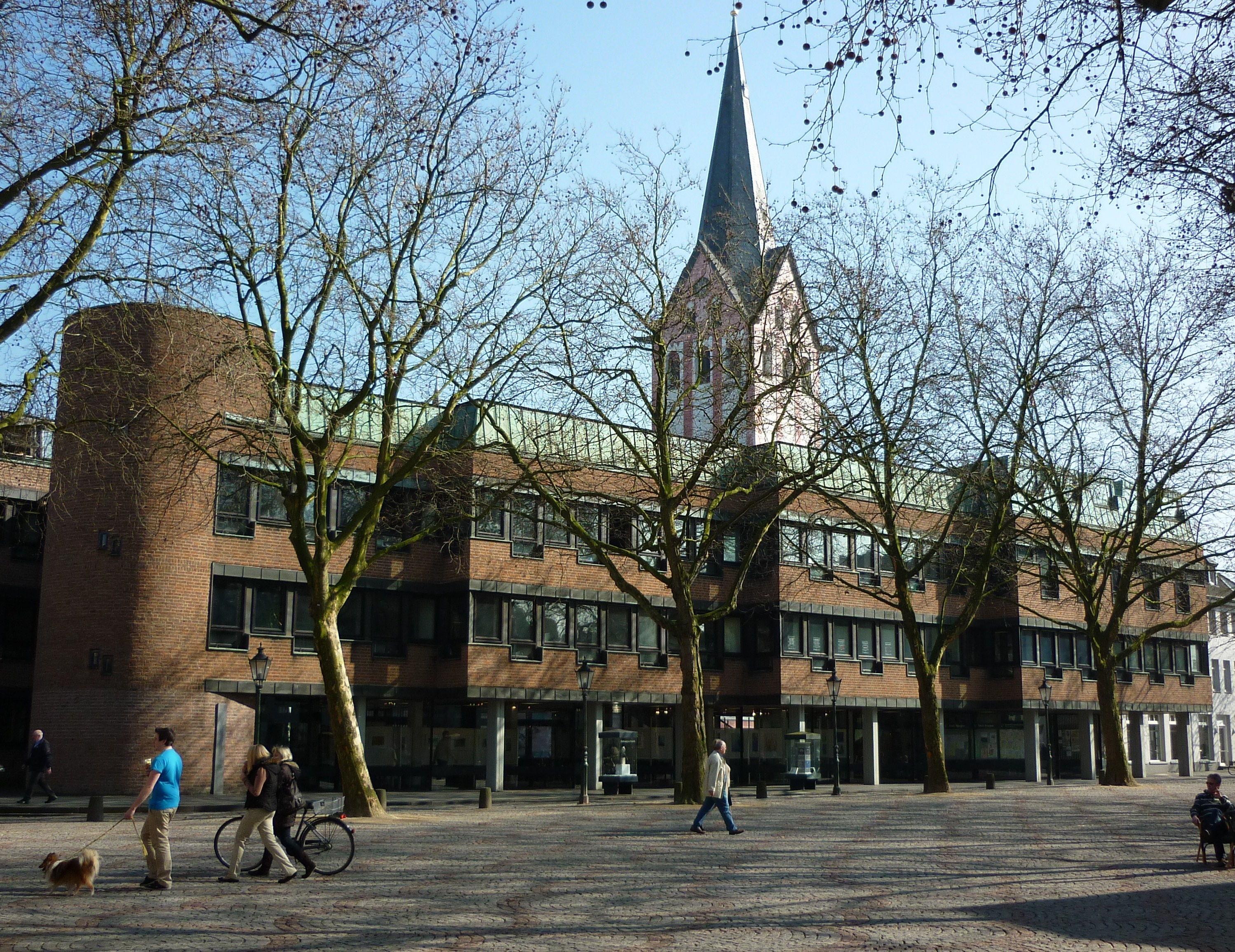
Kempen, Rathaus
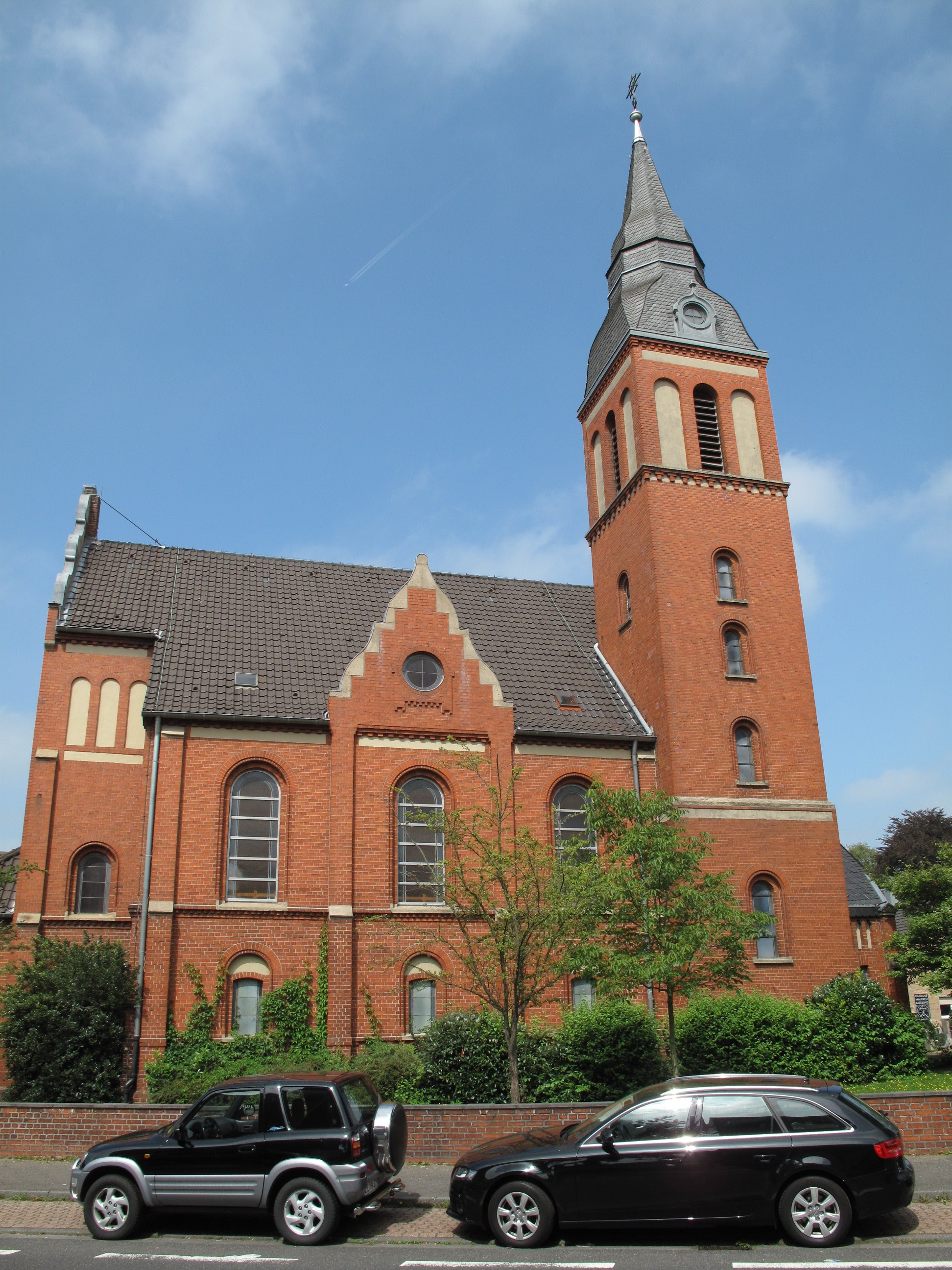
Kempen, Thomaskirche
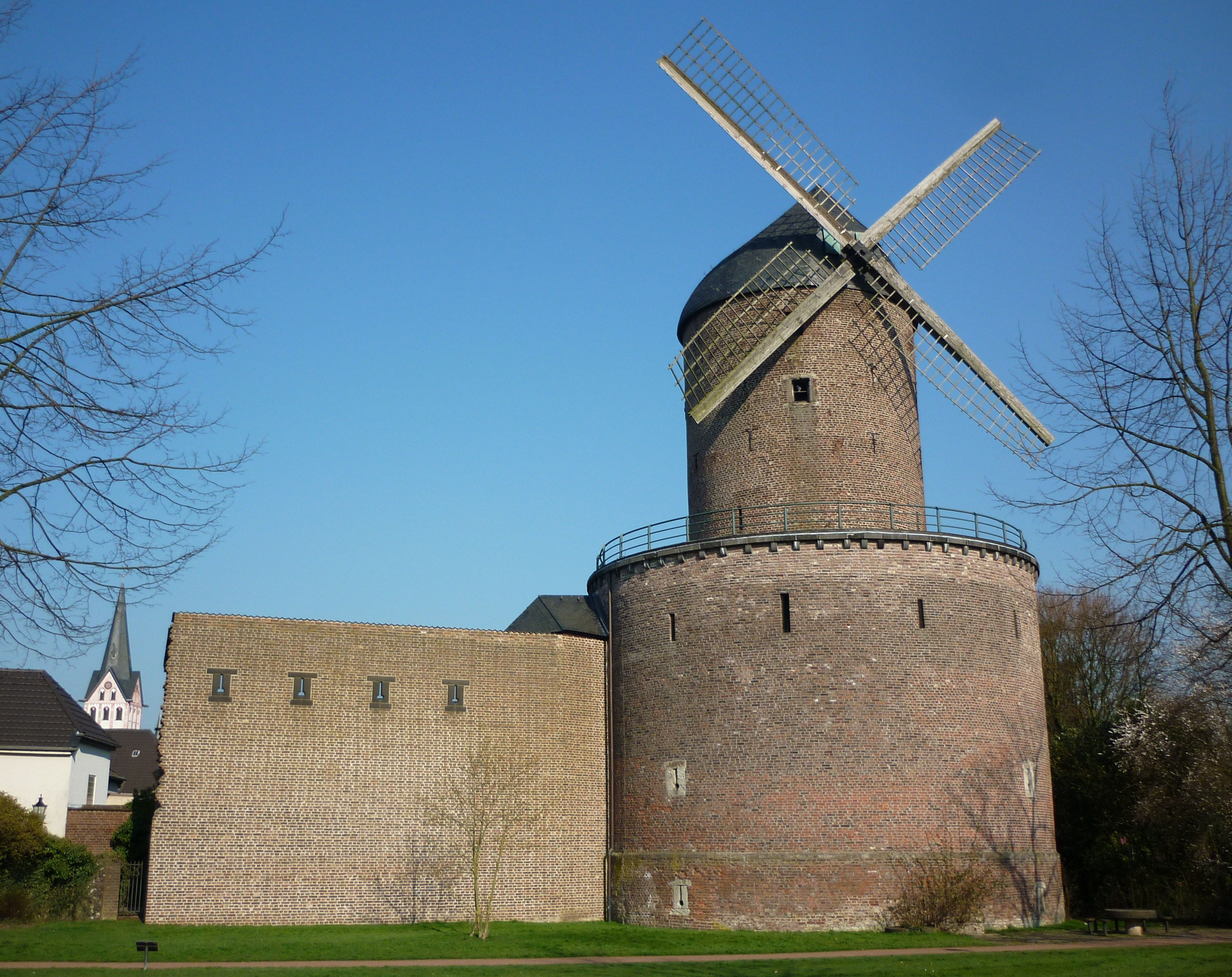
Kempen, Turmwindmühle am Hessenwall

Siehe auch: Liste der Baudenkmäler in Kempen

### Regelmäßige Veranstaltungen

#### St.-Martins-Zug
Der Kempener St.-Martins-Zug ist einer der größten Deutschlands und findet seit 1884 jedes Jahr am 10. November statt. Tausende von Kempener Schülern nehmen mit selbstgebastelten Fackeln und Laternen an diesem Umzug teil, darunter vor allem die Kempener Schüler der Klassen 1 bis 7, aber auch ältere Schüler sowie Kempener Kinder umliegender Schulen. Der heilige Martin auf dem Pferd führt den Martinszug an, begleitet von zwei ebenfalls berittenen Herolden. Begleitet von vielen Musikkapellen vom ganzen Niederrhein tragen die Kinder ihre Fackeln durch die Straßen der historischen Altstadt und singen die überlieferten Martinslieder. Nach einem großen Feuerwerk, das von den Türmen der Kurkölnischen Burg gezündet wird, erhält jedes Kind eine Martinstüte im Rathaus, gefüllt mit verschiedensten Leckereien (die sog. „Blo-es“). Auf dem Buttermarkt gibt es dazu ein großes Feuer. Nach dem Zug singen die Kinder noch an den Haustüren für Leckereien. Seit einigen Jahren findet am Vorabend des „großen“ Martinszuges der Kindergarten- und Kleinkinderzug statt. Im Anschluss an diesen Martinszug wird auf dem Buttermarkt die Bettlerszene mit der Mantelteilung dargestellt.

#### Rosenmontagszug
Alle drei Jahre findet in Kempen der Rosenmontagszug statt, den der Kempener Karnevalsverein 1914 e. V. organisiert.

#### Altstadtlauf
Jedes Jahr gibt es in Kempen den großen Altstadtlauf, organisiert von der Vereinigten Turnerschaft VT-Kempen.

#### Radsportrennen „Rund um die Burg“
Der internationale Radsportklassiker „Rund um die Burg“ findet seit über 50 Jahren traditionell immer am 1. Sonntag im Oktober statt. Aufgrund der Dopingvorwürfe im Radsport wurde er 2007 erstmals abgesagt.

#### Weitere Veranstaltungen
Als weitere Veranstaltungen sind zu nennen der Kempener Weihnachtsmarkt, der Handwerkermarkt, der Feierabendmarkt und das Altstadtfest, das mit den seit 2003 stattfindenden Internationalen Highland-Games auf der Kempener Burgwiese gekoppelt ist. Musikalische Veranstaltungen sind die regelmäßigen klassischen Klosterkonzerte und das alle zwei Jahre stattfindende Kempen Musik Festival, beide vom Verein Kempen Klassik e. V. organisiert.

### Bildung
Die Stadt Kempen hat eine lange Tradition als Schulstandort. Die weiterführenden Schulen befinden sich in einem Wohngebiet nordwestlich der Altstadt. Die älteste Schule (gegründet 1659) ist die Europaschule Gymnasium Thomaeum. Das Berufskolleg Kempen (jetzt „Rhein-Maas-Berufskolleg“) ist mit weiteren Standorten in Nettetal und Willich eine der größten Schulen im Kreis; sie wird von etwa 3800 Schülerinnen und Schülern besucht. Kempen ist außerdem Standort eines DEULA-Bildungszentrums. Im Technologiezentrum Niederrhein befindet sich die deutsche Niederlassung der niederländischen Hochschule Fontys mit Master-Modulen, Kursangeboten und Forschungsprojekten. Damit ist die Stadt Kempen die einzige Stadt im Kreis Viersen mit einer Hochschulniederlassung.
Kempen hat folgende allgemeinbildende Schulen und Schulformen:
- Zwei Gymnasien
  - Städt. Gymnasium Thomaeum
  - Luise-von-Duesberg-Gymnasium
- Eine Gesamtschule Städt. Gesamtschule Kempen
  - seit dem Schuljahr 2014/2015 als Nachfolge der 2019 endgültig ausgelaufenen Erich-Kästner-Realschule und Martin-Schule (Hauptschule)
- Sieben Grundschulen
- Eine Förderschule
  - Förderzentrum Ost des Kreises Viersen (Teilstandort Klixdorf)
- Musikschule des Kreises Viersen

Berufliche und höhere Bildungseinrichtungen:
- Rhein-Maas Berufskolleg Kempen des Kreises Viersen mit Abendgymnasium, Berufsbildenden Schulen (einschließlich Berufsgrundschule und Vorklasse zum Berufsgrundschuljahr), Fachoberschule in Teilzeit- und Vollzeitform, Berufsfachschule (gewerbliche, technische, hauswirtschaftliche und kaufmännische Richtung) und Fachschule für Sozialpädagogik
- Deutsche Lehranstalt für Agrartechnik (DEULA), mit höherer berufsbildender Schule (Techniker, Fachwirt) und Meisterschule[26]
- Niederlassung der Hochschule Fontys im Technologiezentrum Niederrhein
- Lehrrettungswache Stadt Kempen[27] (Praktische Ausbildung von notfallmedizinischen Personal im Rettungsdienst)
- Akademisches Lehrkrankenhaus der Heinrich-Heine-Universität Düsseldorf Hospital zum hl. Geist[28]

### Sportstätten
- Hallen- und Freibad „aqua-sol“
- 14 Sport- und Gymnastikhallen
- 6 Sportplätze
- 5 Tennisanlagen (3 Außenanlagen, 2 Tennishallen)
- 2 Reitanlagen
- 7 Schießsportanlagen
- 2 Skateranlagen
- 4 Fitness-Center
- Tanzschulen
- Königshüttesee

### Vereine
Statistisch ist jeder dritte Kempener Mitglied in einem Sportverein. Größter Verein der Stadt ist mit über 2500 Mitgliedern die Vereinigte Turnerschaft 1859 e. V., überregional vor allem durch die erfolgreiche Frauen-Handballabteilung bekannt.
Der DJK VfL Tönisberg spielte bis 2015 mit seiner Fußballmannschaft in der Landesliga. Es gibt einen Schwimmverein namens „Aegir 21“, der Kempen mit seinen Mitgliedern aller Altersklassen regional und international bei Schwimmwettkämpfen vertritt.
Abseits der traditionell stark frequentierten Sportarten Schwimmen, Fußball, Handball, Volleyball sowie Turnen und Gymnastik gibt es auch eine Reihe von Randsportarten, die in Kempen eine größere Beachtung erleben.
Der Kempener Turnverein 1960 hat mit über 460 Mitgliedern die größte Trampolin-Abteilung Deutschlands. Der Segel-Surf-Club hat mit dem Königshütte-See sein eigenes Wassersportrevier, an dem Segeln, Tauchen, Surfen und Angeln möglich sind.
Zum Stadtbild zählen ebenfalls die Flachland-Bouler Kempen, die an der Mühle oder der Burg ihren Sport praktizieren.
Zudem gibt es acht Schützenvereine und vier Musikzüge in Kempen.

### Mundart
In Kempen „kallt“ man „Kemp`sch Platt“ (im Ortsteil St. Hubert heißt es „Hüppersch Plott“ und in Tönisberg „Berger Platt“). Die Stadt Kempen liegt mit ihren Ortsteilen im Niederländischen Sprachraum nördlich der sogenannten Benrather Linie (mit der maache-maake-Unterscheidung), die das südliche Mittelfränkische (auch Ripuarisch genannt) vom nördlichen Niederländischen abgrenzt. Des Weiteren liegt Kempen nördlich einer weiteren, der Uerdinger Mundartlinie, die sich vom Rhein über Traar, an Hüls vorbei nach Kempen und Venlo zieht. Diese Uerdinger Linie (auch ek-ech-Grenze genannt) grenzt das Südniederfränkische (das z. B. in Uerdingen und Krefeld gesprochen wird) vom Nordniederfränkischen ab, das z. B. in Hüls (siehe Hölsch Plott) und Kempen sowie den nördlich davon liegenden Orten des Niederrheins gesprochen wird. Die historische Tonakzentgrenze verläuft durch Kempen.
Einer der Hauptunterschiede ist die Aussprache des Personalpronomenes „ich“, das im Südniederfränkischen als „ech“ oder „isch“ gesprochen wird, im Nordniederfränkischen aber als „ek“ oder „eck“. Auch das Wörtchen „auch“ wird unterschiedlich ausgesprochen, nämlich als „ook“ im Norden und als „ooch“ weiter südlich. Auch das Verb „haben“ wird unterschiedlich gesprochen: in Kempen sagt man z. B. „we häbbe“. Weiter südlich heißt es „wir hant“.
Auch wenn die Mundart auf dem Rückzug ist, so wird Kempener Platt zu Karneval, auf Mundartabenden und in Vereinen (VN) gepflegt. Auch gibt es eine reichhaltige Mundart-Literatur (u. a. „Min Kempe“ von Wilhelm Grobben; sowie diverse Veröffentlichungen und Bücher des aus St. Hubert stammenden Autors Jupp Pasch). Eine interessante Mundart-Quelle ist auch eine privat betriebene Webseite „min-kempe“.

## Politik

### Kommunalwahl 2020
Bei der Kommunalwahl 2020 gab es eine Wahlbeteiligung von 59,62 %. Auf die CDU entfielen 39,47 % (−6,52 %), die Grünen erreichten 22,45 % (+9,15 %) der Wählerstimmen. Die SPD erreichte 18,12 % (−6,50 %) und die FDP 8,46 % (+2,00 %). Die Freien Wähler Kempen (FWK) konnten 3,84 % der Stimmen, die Linke 2,14 % (−1,32 %) und die erstmals angetretenen ÖDP-BIKK 3,03 % und die AfD mit 328 Stimmen einen Anteil von 1,93 % und ebenfalls einen Sitz holen. Durch Bildung einer Kleinstfraktion änderte sich die Sitzverteilung, zudem treten je ein Mitglied der ÖDP-BIKK und der AfD fraktionslos auf. Die Sitzzahl ist mit den Vorjahren nur bedingt vergleichbar, da sie von 44 auf 50 aufgestockt wurde und im Vorjahr auf 44 von 40:
| PARTEI      | CDU     | GRÜNE   | SPD     | FDP    | FWK    | ÖDP-BIKK & LINKE | fraktionslos |
| ----------- | ------- | ------- | ------- | ------ | ------ | ---------------- | ------------ |
| Stimmanteil | 39,47 % | 22,45 % | 18,12 % | 8,46 % | 3,84 % | -                | -            |
| Sitze       | 20      | 11      | 9       | 4      | 2      | 2                | 2            |

In der Stichwahl wurde Christoph Dellmans (parteilos, vorgeschlagen von GRÜNE/SPD) mit 51,34 % der Stimmen zum Bürgermeister gewählt. Der Mitbewerber Philipp Kraft (CDU) erreichte 48,66 % der Wählerstimmen. Damit stellt die CDU erstmals seit dem Zweiten Weltkrieg nicht den Bürgermeister.

### Kommunalwahl 2014
Bei der Ratswahl 2014 lag die Wahlbeteiligung bei 56,51 % (+0,55 %). Auf die CDU entfielen 45,99 % (−1,13 %), auf die SPD 24,62 % (+1,73 %) der Wählerstimmen. Die Grünen erreichten 13,30 % (+0,65 %) und die FDP 6,46 % (−4,41 %). Die Freien Wähler Kempen (FWK) konnten 5,24 % (- 1,23 %) der Stimmen holen. Die Linke (2009 nicht angetreten) kam auf 3,46 % und die NPD auf 0,94 %.
Die Sitzzahl wurde von 40 auf 44 erhöht, daraus resultiert folgende Sitzverteilung:
| PARTEI      | CDU     | SPD     | GRÜNE  | FDP    | FWK    | LINKE  | fraktionslos |
| ----------- | ------- | ------- | ------ | ------ | ------ | ------ | ------------ |
| Stimmanteil | 45,99 % | 24,62 % | 13,3 % | 6,46 % | 5,24 % | 3,64 % | -            |
| Sitze       | 20      | 11      | 5      | 3      | 2      | 2      | 1            |

Volker Rübo (CDU) wurde mit 50,85 % der Stimmen erneut zum Bürgermeister gewählt. Auf Andreas Gareißen (SPD) und Achim Straeten (Bündnis 90/Die Grünen) entfielen 23,88 % bzw. 10,80 % der Stimmen. Die Kandidaten der weiteren Parteien waren Irene Wistuba (FDP) 5,66 %, Jörg Kardagies (Freie Wähler) 5,00 %, Günter Solecki (Die Linke) 2,99 % und Philippe Bodewig (NPD) 0,82 %.

### Kommunalwahl 2009
| PARTEI      | CDU     | SPD     | GRÜNE   | FDP     | FWK    |
| ----------- | ------- | ------- | ------- | ------- | ------ |
| Stimmanteil | 47,12 % | 22,89 % | 12,65 % | 10,87 % | 6,47 % |
| Sitze       | 19      | 9       | 5       | 4       | 3      |

### Stadtdirektoren
Aufgeführt sind die Stadtdirektoren bis zur Einführung der eingleisigen Verwaltungsspitze.
- 1945–1947 August Färvers
- 1948–1951 Wilhelm Dericum
- 1951–1959 Peter Schrievers
- 1960–1990 Klaus Hülshoff, Ehrenbürger der Stadt Kempen
- 1990–1999 Karl Hensel (CDU)

### Bürgermeister
In Kempen war von 1945 bis 1999 die Verwaltungsspitze nach der Norddeutschen Ratsverfassung zweigeteilt, der Bürgermeister ehrenamtlich tätig. Seitdem gibt es die eingleisige Verwaltungsspitze, der bisherige Stadtdirektor Karl Hensel wurde nun hauptamtlicher Bürgermeister.
- um 1758 Bramers und Basels[35]
- bis 1806 Josef Franz Tennhoff (Maire)
- 1851–1869 Joseph Ferlings[36]
- 11/1869–1878 Theodor Mooren
- 02/1879–02/1903 Christian Plum
- 03/1903–11/1917 Karl Lück
- 02/1918–03/1930 Josef Kloos (Zentrum)
- 03/1930–03/1933 Wilhelm Monar
- 03/1933–07/1933 Josef Wolff
- 09/1933–06/1934 Gustav van Beek
- 07/1934–06/1945 Gustav Mertens
- 06/1945–12/1945 August Färvers
- 12/1945–11/1948 Peter Kother
- 11/1948–11/1956 Matthias Hoogen (Zentrum, ab 1949 CDU)
- 11/1956–11/1968 Heinrich Tebartz (CDU)
- 11/1968–11/1989 Heinz Aan den Boom (CDU)
- 11/1989–10/1999 Karl-Heinz Hermans (CDU)
- 10/1999–10/2009 Karl Hensel (CDU)
- 10/2009–10/2020 Volker Rübo (CDU)
- seit 11/2020 Christoph Dellmans (parteilos, unterstützt von SPD, Bündnis 90/Die Grünen, Die Linke)[37]

### Städtepartnerschaften
Kempen unterhält mit vier Städten Städtepartnerschaften:
- mit Wambrechies im Département Nord in Frankreich (seit 1972),
- mit Orsay im Département Essonne in Frankreich (seit 1973),
- mit dem East Cambridgeshire District (rund um die Stadt Ely) in England (seit 1978),
- mit der Stadt Werdau in Sachsen (seit der Wiedervereinigung);

Darüber hinaus bestehen freundschaftliche Verbindungen zur Gemeinde Minheim an der Mosel.

### Wappen und Banner

Banner der Stadt Kempen
Wappen der Stadt Kempen
Wappen der ehem. Gemeinde St. Hubert
Wappen der ehem. Gemeinde Schmalbroich
Wappen der ehem. Gemeinde Tönisberg

Blasonierung: „Geviert von Silber, Blau, Rot und Silber durch ein durchgehendes schwarzes Balkenkreuz, in 1 ein Paar sich seitlich an den kreuzartigen Griffen berührende blaue Schlüssel mit nach außen gewandten Bärten, in 2 ein ungesichteter zunehmender goldener Halbmond, links begleitet von einem sechsstrahligen goldenen Stern.“
Das älteste Stadtsiegel von 1305 zeigt bereits die Mondsichel mit Stern sowie zwei gegeneinander gekehrte Schlüssel. Das Stadtwappen erscheint erstmals 1486 auf der Rückseite des Zelebrantenstuhles in der Pfarrkirche. Das schwarze Kreuz symbolisiert die Landesherrschaft des Kölner Erzbischofs und Kurfürsten, die Schlüssel gehören dem heiligen Petrus, bei Mond und Sichel handelt es sich um Symbole der heiligen Maria (Schutzpatronin der Pfarrkirche). Die Farben schwarz und weiß bzw. silber stammen aus dem Wappen des früheren Landesherrn, rot und blau sind die Marienfarben.
Das Banner zeigt die Farben blau-rot im Verhältnis 1 : 1 längsgestreift mit dem Wappen im Schild etwas oberhalb der Mitte. Für den allgemeinen Gebrauch darf auch eine Flagge ohne Wappenschild geführt werden.

## Infrastruktur

### Verkehr

#### Straße
Kempen liegt südlich der Bundesautobahn 40 (Antwerpen–Venlo–Ruhrgebiet). Die Bundesstraße 509 (Krefeld–Nettetal) führt von Westen nach Osten durch das Stadtgebiet. Die Bundesstraße 9 (Kranenburg–Köln–Mainz–Lauterbourg) führt südlich von Tönisberg kurz durch das Stadtgebiet. Daneben ist Kempen durch Landesstraßen und Kreisstraßen mit den Nachbargemeinden verbunden. Kempen ist mit Ausnahme des Westens fast vollständig von einer Umgehungsstraße umgeben. Weite Teile der Altstadt sind als Fußgängerzone ausgewiesen. Die Stadt verfügt über ein Parkleitsystem.

#### Eisenbahn

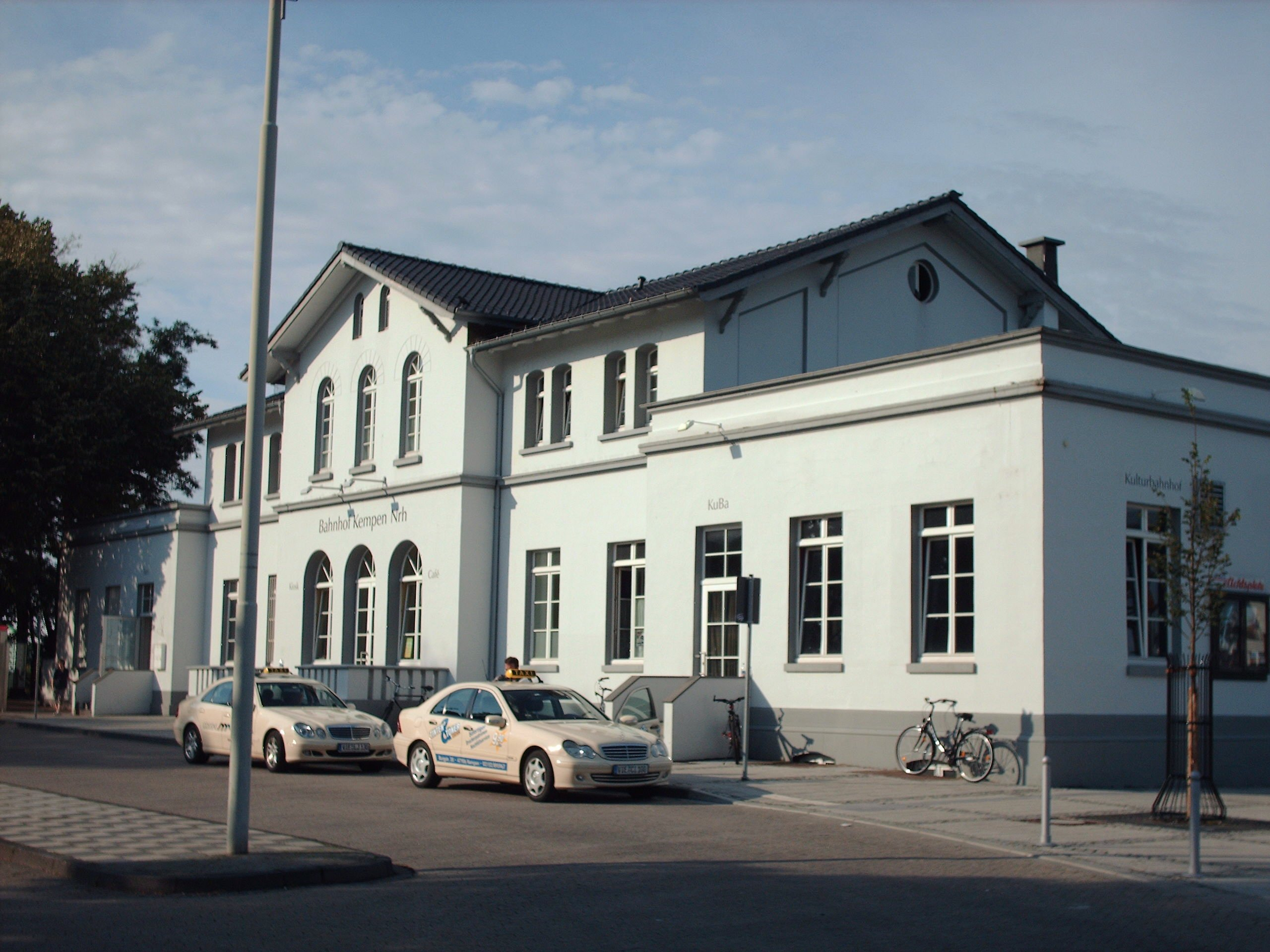
Empfangsgebäude des Bahnhofs

#### Busverkehr
Zudem fahren mehrere Buslinien vorwiegend im Stundentakt in die Stadtteile und die umliegenden Gemeinden. Im öffentlichen Personennahverkehr gilt der regionale Tarif des VRR (Verkehrsverbund Rhein-Ruhr) und somit der NRW-Tarif.

### Öffentliche und kulturelle Einrichtungen
Die Stadt Kempen ist Sitz eines Amtsgerichts und eines Finanzamts. Die Stiftung Hospital zum Heiligen Geist verwaltet zwei Altenheime. Am westlichen Stadtrand liegt das Freizeitbad aqua-sol.
Am Marktplatz liegt ein Kino (Kempener Lichtspiele) mit vier Kinosälen. In den Räumen des Franziskanerklosters liegt die Stadtbibliothek. Die nebenstehende Paterskirche wird als Konzertraum genutzt.

### Altstadtsanierung

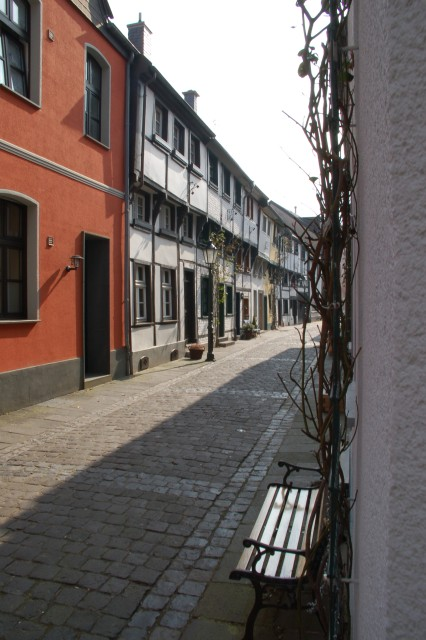
Restaurierte Fachwerkhäuser in der Alten Schulstraße

In der Kempener Altstadt befinden sich viele alte Häuserzeilen und mittelalterliche Befestigungsanlagen.
Diese Zeugnisse vergangener Zeiten zu erhalten und zur Geltung zu bringen, dabei jedoch gleichzeitig die Entwicklung Kempens zu einer jungen, lebendigen Stadt zu ermöglichen, war Ziel der Stadtsanierung der Jahre 1969 bis 1994. Über 220 Mio. DM wurden von Stadt, Land und Bund sowie privaten Investoren in dieses Projekt gesteckt, bei dem innerhalb der alten Stadtmauern Bausünden bereinigt, Fachwerk- und Patrizierhäuser restauriert und der Kraftfahrzeugverkehr weitgehend ausgelagert wurden – so sind nun fast 80 % des gut 190.000 m² großen sanierten Rundlings Fußgängern und Radfahrern vorbehalten.
Schließlich wurde vor den Toren der Altstadt der Gürtel der einstigen Wall- und Grabenanlagen wieder freigelegt und in eine Grünanlage verwandelt. Hierdurch erhielt der mittelalterliche Stadtkern sein geschlossenes Erscheinungsbild zurück.
1989 wurde Kempen in die Arbeitsgemeinschaft Historische Stadtkerne in Nordrhein-Westfalen aufgenommen.

## Wirtschaft
Mitte der 1970er Jahre wurde die Kreisverwaltung nach Viersen verlegt; die Stadt Kempen versuchte, durch eine verstärkte Ansiedlungspolitik neue Arbeitsplätze in die Stadt zu holen. Inzwischen ist fast das gesamte Gebiet zwischen Bahnstrecke und Umgehungsstraße ein großes Gewerbegebiet. Hier liegt seit 1995 auch das Technologie- und Gründerzentrum Niederrhein (TZN); es fördert Jungunternehmen.
Die Kempener Wirtschaft verfügt über einen Mix aus zahlreichen klein- und mittelständischen Unternehmen verschiedener Branchen. Schwerpunkte sind die Branchen Maschinenbau, Anlagenbau (SEW Lüftungs- und Klimatechnik, Hülsenbusch Apparatebau,battenfeld-cincinnati ) und Elektrotechnik (Clatronic, Woodward Kempen GmbH), Druckerei und Handel (te Neues) sowie der Großhandel, insbesondere in der Nahrungs- und Genussmittelbranche (Hefe van Haag, Absatzzentrale Kempen, Kaas Frischedienst). Mehrere Unternehmen der chemischen Industrie (BYK Chemie, Peters Lacke, Wall Chemie) haben ferner ihren Sitz im Kempener Industriegebiet Am Selder. Der Hersteller von Segeltuchen dimension-polyant, eine frühere Sparte der Krefelder Verseidag AG, hat in St. Hubert einen Produktionsstandort.
Die Herstellung von Nahrungsmitteln hat mit den Unternehmen Sauels AG und Griesson – de Beukelaer  (Doppelkeks Prinzen Rolle) zwar eine lange Tradition, verliert aber (u. a. durch die Werksschließung von Griesson - de Beukelaer Ende 2020) an Bedeutung. Daneben gibt es mit der Bauer Funken GmbH & Co KG einen überregional aktiven Hersteller von Salaten und Convenience Food-Produkten. Dafür gewinnt der tertiäre Sektor immer mehr an Bedeutung. Insbesondere Unternehmen mit wirtschaftsnahen und IuK-Dienstleistungen (Digitalisierung) für die Industrie füllen diese Lücke aus.
Die Arbeitslosenquote ist mit 3,9 % im Geschäftsstellenbezirk Kempen, am unteren Ende in Nordrhein-Westfalen angesiedelt.
Die Kempener Altstadt hat eine Fußgängerzone mit zahlreichen kleinen Fachgeschäften. Die Stadtverwaltung hat zum Schutz der Altstadt ein Zentrenkonzept entwickelt, das die Ansiedlung von Geschäften mit zentrenrelevantem Sortiment auf der „Grünen Wiese“ verhindern soll. Einige großflächige Fachmärkte liegen im Norden der Stadt. Die Stadtteile St. Hubert und Tönisberg haben kleinere Ortsteilzentren.

## Persönlichkeiten

### Ehrenbürger
- Hugo Herfeldt (1847–1929), Regierungsbaumeister und Kommunalpolitiker, Erster Beigeordneter
- Peter Kother (1878–1962), u. a. Bürgermeister[48]
- Klaus Hülshoff (1925–2015), Stadtdirektor 1960–1990
- Karl-Heinz Hermans, Bürgermeister 1989–1999

### Söhne und Töchter der Stadt
- Thomas von Kempen (1379/80–1471), Mönch und Mystiker, Autor der Nachfolge Christi
- Johann Brugman (1400–1473), Franziskanerpater und Volksprediger am Niederrhein
- Martin Donk (1506–1590), Theologe und Reformationsgegner
- Quirin op dem Veld von Willich († 1537), Weihbischof in Köln
- Aegidius Gelenius (1595–1656), Weihbischof in Osnabrück
- Josef Franz Tennhoff (1769–1844), Landwirt und Politiker
- Joseph Jesse (1781–1849), preußischer Landrat des Landkreises Saarlouis
- Franz Wilhelm van den Wyenbergh (1854–1932), Goldschmied
- Adolf Fervers (1862–1931), Mitglied des Deutschen Reichstags
- Felix Rütten (1881–1961), römisch-katholischer Priester, Historiker und Lehrer
- Maria Basels (1886–1969), Kauffrau, vermachte ihr Vermögen zwei Kempener Stiftungen
- Max Kiefer (1889–1974), Architekt, SS-Führer. In den Nürnberger Prozessen angeklagt und als Kriegsverbrecher verurteilt.
- Heinrich Dieckmann (1890–1963), Maler
- Wilhelm Grobben (1895–1944), Mundartdichter, schrieb in „Kemp'sch Platt“: „Min Kempe“
- Wilhelm Hünermann (1900–1975), Schriftsteller, römisch-katholischer Priester
- Franz Josef Hünermann (1904–1974), katholischer Priester und Schriftsteller
- Franz Lemmens (1906–1979), Notar und Politiker (CDU) sowie Bürgermeister von Köln 1961 bis 1968
- Franz Alfons Hoyer (1913–2001), Verlagslektor und Schriftsteller
- Werner Schneider (1920–1995), Sportmoderator und -kommentator
- Hubert Lentz (1927–2014), Jurist und Oberstadtdirektor von Düren
- Julius Louven (* 1933), CDU-Politiker und ehemaliger Landtags- und Bundestagsabgeordneter, von 1991 bis 1998 sozialpolitischer Sprecher der CDU/CSU-Bundestagsfraktion
- Katharine Jansen (* 1934), Schwimmerin
- Erhard Louven (* 1938), Wirtschaftswissenschaftler
- Bärbel Kerkhoff-Hader (1940–2023), Volkskundlerin
- Dieter Dowe (* 1943), deutscher Historiker
- Erwin Koch-Raphael (* 1949), Komponist
- Rainer Engemann (* 1949), ehemaliger deutscher Chirurg
- Rolf Hüpen (* 1953), Wirtschaftswissenschaftler
- Kajo Scholz (1953–2008), Lyriker
- Mojo Mendiola (1954–2017), Germanist, Amerikanist, Künstler, Journalist
- Jupp Linssen (* 1957), Maler
- Udo Schiefner (* 1959), SPD-Politiker und seit 2013 Mitglied des Deutschen Bundestages, Vorstandsmitglied der SPD-Bundestagsfraktion
- Dagmar Schlingmann (* 1960), Theaterregisseurin, Generalintendantin des Saarländischen Staatstheaters
- Axel Schulz (* 1960), Musikmanager, Veranstalter und Club-Betreiber
- Norbert Franken (* 1961), Klassischer Archäologe
- Isabel Varell (* 1961), Sängerin, Schauspielerin und Fernsehmoderatorin
- Georg Borges (* 1964), Rechtswissenschaftler, Hochschullehrer
- Bernhard van Treeck (* 1964), Fachbuchautor, Unparteiisches Mitglied des Gemeinsamen Bundesausschusses
- Alexandra Pesch (* 1965), Archäologin und Altskandinavistin
- Sven Rossenbach (* 1966), Musiker und Komponist
- Johannes Endres (* 1968), Journalist
- Tobias Koch (* 1968), Pianist
- Justus Lange (* 1968), Kunsthistoriker
- Britta Oellers (* 1973), Politikerin
- Jörg Brinkmann (* 1976), Cellist
- Georg Tiefenbach (* 1976), Autor, Filmemacher
- Nicholas Reinke (* 1980), deutsch-britischer Schauspieler
- Dennis Hormes (* 1981), Gitarrist und Sänger
- Anna Loerper (* 1984), Handballnationalspielerin
- Manon Hopf (* 1990), Lyrikerin
- Marith Müller-Prießen (* 1990), Fußballspielerin
- Clara Blessing (* 1992), Oboistin
- Sophie Passmann (* 1994), Autorin, Moderatorin, Schauspielerin, Podcasterin
- Konstantin Reinfeld (* 1995), Mundharmonikaspieler
- Daniel Altmaier (* 1998), Tennisspieler
- Hannah Gharib (* 1998), Schauspielerin
- Jordan Beyer (* 2000), deutscher Fußballspieler
- Mika Schroers (* 2002), deutscher Fußballspieler

### Mit der Stadt verbunden
- Arnold Janssen (1837–1909), Priester und Lehrer, Gründer der Steyler Missionare
- Karl Borsch (* 1959), Weihbischof für das Bistum Aachen
- Birgit Kelle (* 1975), Journalistin und Publizistin
- Klaus Kelle (* 1959), Journalist, Publizist und Medienunternehmer
- Ute Gremmel-Geuchen (* 1964), Organistin
- Amelie Kleinmanns (* 1988), Europameisterin im Sportschießen

## Belege
1. ↑  Bevölkerung der Gemeinden Nordrhein-Westfalens am 31. Dezember 2023 – Fortschreibung des Bevölkerungsstandes auf Basis des Zensus 2022. Landesbetrieb Information und Technik Nordrhein-Westfalen (IT.NRW), abgerufen am 30. Januar 2025. (Hilfe dazu)
2. ↑  Daten & Fakten | Stadt Kempen. Abgerufen am 1. September 2024.
3. ↑  Kommunalprofil der Stadt Kempen (Memento vom 14. Mai 2012 im Internet Archive) www.it.nrw.de Abgerufen am 31. Mai 2013
4. ↑  Birgitta Ronge: Kirchenstatistik für 2023: Zahl der Katholiken im Bistum Aachen sinkt weiterhin. In: rp-online.de. 28. Juli 2024, abgerufen am 29. Juli 2024.
5. ↑  www.rheinische-geschichte.lvr.de (Memento vom 14. Oktober 2014 im Internet Archive): Der Stadtwerdungsprozess [...] kam 1294 durch zwei Urkunden des Kölner Erzbischofs Siegfried von Westerburg zu einem gewissen Abschluss.
6. ↑  Nicht nur in Krefeld gab es Mennoniten. Rheinische Post, abgerufen am 19. März 2017.
7. ↑  Wasserfall: Annuaire historique et statistique consacré au Departement de la Roer. 1799 (google.de [abgerufen am 1. September 2024]).
8. ↑  Kanton Kempen – GenWiki. Abgerufen am 1. September 2024.
9. ↑  Johann Georg von Viebahn: Statistik und Topographie des Regierungs-Bezirks Düsseldorf. 1836, S. 121, abgerufen am 11. November 2022 (Digitalisat).
10. ↑  Amtsblatt der Königlichen Regierung zu Düsseldorf. Buchdruckerei von Hermann Voß, Düsseldorf 1859, S. 193 (Digitale Sammlung der Universität Düsseldorf [abgerufen am 3. September 2023]).
11. ↑  RP ONLINE: Kempen: Als die Synagoge brannte. 27. Oktober 2008, abgerufen am 1. September 2024.
12. ↑  RP ONLINE: Kempen: Vom Bahnhof aus in den Tod. 7. Dezember 2011, abgerufen am 1. September 2024.
13. ↑  RP ONLINE: Serie Zeitzeugen Berichten Über Den Krieg In Kempen (2): Verbrannt bei lebendigem Leibe. 7. April 2015, abgerufen am 1. September 2024.
14. ↑  RP ONLINE: Serie - Kempens schwärzester Tag (2): Als die Stadt in Trümmern lag. 10. Februar 2015, abgerufen am 1. September 2024.
15. ↑  Hanns Peter Neuheuser: Quellen und Beiträge aus dem Propsteiarchiv Kempen. Böhlau Verlag Köln Weimar, 1994, ISBN 978-3-412-00494-1 (google.de [abgerufen am 1. September 2024]).
16. ↑  RP ONLINE: Serie Kampf, Kapitulation, Kriegsende (3): Gefechte um Haus Heimendahl. 7. März 2015, abgerufen am 1. September 2024.
17. ↑  Martin Bünermann: Die Gemeinden des ersten Neugliederungsprogramms in Nordrhein-Westfalen. Deutscher Gemeindeverlag, Köln 1970, S. 114.
18. ↑  Zeche Niederberg Schacht 4 – Bergwerk Neukirchen Vluyn. Abgerufen am 6. Dezember 2018.
19. ↑  Wilhelm Hermann, Gertrude Hermann: Die alten Zechen an der Ruhr. Vergangenheit und Zukunft einer Schlüsseltechnologie. Mit einem Katalog der „Lebensgeschichten“ von 477 Zechen (Reihe Die Blauen Bücher). Verlag Langewiesche Nachfolger, Königstein im Taunus, 6., erweiterte und aktualisierte Aufl. 2008, ISBN 978-3-7845-6994-9, S. 283.
20. ↑  Westdeutsche Zeitung: Das Ende der Zechen-Ära. Abgerufen am 20. Juni 2020.
21. ↑  RP ONLINE: Stadt Kempen: Kempens jüngstes Denkmal ist ungeliebt. 21. Februar 2015, abgerufen am 1. September 2024.
22. ↑  38 Jahre Kreisarchiv in der Burg Kempen gehen zu Ende. Landrat Dr. Coenen übergibt Schlüssel. Stadt Kempen, 16. August 2022, abgerufen am 25. Januar 2025.
23. ↑  Die Kempener Martinszüge, auf sankt-martin-in-kempen.de, abgerufen am 1. Januar 2025
24. ↑  MOMA-Reporter: Sankt Martin in Kempen, ARD Mediathek, 11. November 2022, verfügbar bis 11. November 2023, Video auf YouTube
25. ↑  Niederlassung Kempen. In: Fontys venlo. Abgerufen am 11. November 2019.
26. ↑  DEULA Kempen - Deula Rheinland in Kempen, Niederrhein. Abgerufen am 11. November 2019.
27. ↑  Die Rettungswache der Stadt Kempen. Abgerufen am 11. November 2019.
28. ↑  Hospital zum Heiligen Geist. Lehrkrankenhaus der Heinrich-Heine-Universität Düsseldorf. Abgerufen am 3. Januar 2025.
29. ↑  VT Kempen 1859 e. V. | Vereinigte Turnerschaft. Abgerufen am 1. September 2024 (deutsch).
30. ↑  Feel The Water. Abgerufen am 1. September 2024 (deutsch).
31. ↑  RP ONLINE: Stadt Kempen: Buga-Planer entwickeln Königshütte-See. 25. September 2013, abgerufen am 1. September 2024.
32. ↑  Wahlergebnispräsentation Stadt Kempen Ratswahl. Abgerufen am 27. September 2020.
33. ↑  Wahlergebnispräsentation Stadt Kempen Bürgermeisterwahl. 13. September 2020, abgerufen am 1. September 2024.
34. ↑  Wahlergebnispräsentation Stadt Kempen Bürgermeisterwahl. Abgerufen am 27. September 2020.
35. ↑  Die Stadt Kempen im Siebenjährigen Kriege :: Rheinische Monographien. Abgerufen am 1. September 2024.
36. ↑  Totenzettel: * 5. Mai 1805 in Xanten, † 20. Januar 1881 in Kempen, Heirat am 10. Juni 1840 mit Anna Marg. Elis. Peerbooms, „Von 1851–1869 war der Verstorbene Bürgermeister von Kempen und Schmalbroich und nach dem Rücktritt von diesem Amte eine Reihe von Jahren Präsident des Kirchenvorstandes.“; siehe auch: Adreß-Buch vom Regierungs-Bezirk Düsseldorf, um 1860, S. 287
Im Verwaltungsbericht der Stadt Kempen für die Jahre 1898 bis 1909 (S. 13) wird seine Amtszeit auf den Zeitraum vom 18.3.1858 bis 7.8.1869 datiert. Allerdings sind hier nur Bürgermeister ab 1858 aufgelistet. Vielleicht war das ja nicht seine erste Amtszeit.
37. ↑  Aktuelle Nachrichten | Westdeutsche Zeitung. Abgerufen am 1. September 2024.
38. ↑  Friedhelm Weinforth: Campunni - Kempen, Band 1, 1993, S. 30–33.
39. ↑  Hauptsatzung der Stadt Kempen (Memento vom 23. Juni 2015 im Internet Archive) (PDF; 821 kB)
40. ↑  Das TZN. In: Technologie- und Gründerzentrum Niederrhein (TZN). Abgerufen am 1. September 2024 (deutsch).
41. ↑  Home - Rekuperatoren, Abhitzesysteme, Prozesstechnik - Hülsenbusch. Abgerufen am 17. Januar 2020.
42. ↑  Standorte | battenfeld-cincinnati. Abgerufen am 17. Januar 2020.
43. ↑  Kaas Frischdienst | Kaufen – Sparen – Freuen. Abgerufen am 17. Januar 2020.
44. ↑  Georg Winters: Kempen verliert die Prinzenrolle: „Wir hatten keine Wahl“ - De Beukelaer verteidigt Entscheidung. 16. November 2018, abgerufen am 1. September 2024.
45. ↑  Jannetta Janßen: Unternehmen trotzt der Krise: Bauer Funken hofft auf die Grillsaison. 9. April 2020, abgerufen am 3. Januar 2025.
46. ↑  IHK Mittlerer Niederrhein: Kempen - Wirtschaftsstruktur und Standortqualität. (PDF) IHK Mittlerer Niederrhein, 3. Januar 2025, abgerufen am 17. Januar 2020.
47. ↑  Westdeutsche Zeitung: Bilanz: Arbeitsmarkt: „Kempen ist mein Baden-Württemberg“. Abgerufen am 3. Januar 2025.
48. ↑  Jakob Hermes: Das alte Kempen. Krefeld 1982, S. 207.
49. ↑  RP ONLINE: Stadt Kempen: Kempen vor 100 Jahren. 9. November 2011, abgerufen am 3. Januar 2025.
50. ↑  RP ONLINE: Stadt Kempen: Vom Leben der Menschen im Krieg. 28. Februar 2015, abgerufen am 3. Januar 2025.